# Docksta
Docksta – miejscowość (tätort) w Szwecji w gminie Kramfors w regionie Västernorrland. Około 414 mieszkańców.